# يوان فولي
يوان فولي (بالفرنسية: Yoann Folly)‏ (6 يونيو 1985 بباريس في فرنسا - ) هو لاعب كرة قدم فرنسي في مركز الوسط. شارك مع منتخب فرنسا تحت 21 سنة لكرة القدم ومنتخب توغو لكرة القدم. أما مع النوادي، فقد لعب مع بريستون نورث إيند وشيفيلد وينزداي ونادي أبردين ونادي سانت إتيان ونادي ساوثهامبتون ونوتينغهام فورست وداغنهام وريدبريدج ونادي بليموث أرجايل.

## وصلات خارجية
- يوان فولي على موقع قاعدة بيانات كرة القدم.إي يو (الإنجليزية)
- يوان فولي على موقع ناشيونال فوتبول تيمز (الإنجليزية)
- يوان فولي على موقع Soccerbase.com (لاعب) (الإنجليزية)
- يوان فولي على موقع عالم كرة القدم.نت (الإنجليزية)